# Marianne McAndrew
Marianne Christine McAndrew (Cleveland, 11 de noviembre de 1942) es una actriz estadounidense conocida por interpretar a Irene Molloy en la película Hello, Dolly!

## Carrera
Nació en Cleveland, Ohio, en 1942. Hello, Dolly! fue el primer papel cinematográfico acreditado de McAndrew. El papel de Irene Molloy recibió mucha más atención en la película que en las anteriores producciones de Broadway. ¡Hello, Dolly! le valió a McAndrew dos nominaciones al Globo de Oro en 1969; Globo de Oro a la mejor actriz de reparto - Película y el ya descontinuado Globo de Oro a la nueva estrella del año - Actriz, así como buenas críticas en general. Consiguió un papel protagonista (de segunda) en su siguiente película (The Seven Minutes). Para 1971, había hecho apariciones en populares programas de televisión como Hawaii Five-O, Mannix, Cannon y Love, American Style.
Un notable papel cinematográfico posterior fue su coprotagonismo en The Bat People, con su esposo Stewart Moss. La película fue muy criticada, pero aún hoy se la conoce como una "mala película". The Bat People fue también su última película estrenada en cines; desde su lanzamiento sólo ha trabajado en televisión. Su único otro papel posterior destacable es el de Doris Williams en Growing Up Brady, una película para televisión sobre el popular programa. McAndrew, junto con todo lo relacionado con la película ¡Hello, Dolly!  experimentó una especie de resurgimiento de su popularidad con el estreno de WALL-E, en la que aparecían fragmentos de la película, incluido un dueto con el personaje de McAndrew (pero McAndrew no cantó en la película, algo que algunos medios de comunicación afirmaron en artículos sobre WALL-E).

## Vida personal
McAndrew se casó con el actor Stewart Moss en 1968, permaneciendo casados hasta su muerte en 2017. Protagonizaron juntos The Bat People. McAndrew tiene dos hermanos.

## Premios y honores
¡Hello, Dolly! le valió a McAndrew dos nominaciones al Globo de Oro en 1969; Globo de Oro a la mejor actriz de reparto - Película y el ya descontinuado Globo de Oro a la nueva estrella del año - Actriz.

## Filmografía
| Película          | Año  | Papel          | Notas                     |
| ----------------- | ---- | -------------- | ------------------------- |
| Hello, Dolly!     | 1969 | Irene Molloy   |                           |
| The Seven Minutes | 1971 | Maggie Russell |                           |
| Chandler          | 1971 | Angel Carter   |                           |
| The Bat People    | 1974 | Cathy Beck     |                           |
| Growing Up Brady  | 2000 | Doris Williams |                           |
| WALL-E            | 2008 | Irene Molloy   | imágenes de Hello, Dolly! |